# Familia Borgia

Stema Borgia sau Borja

Familia Borgia, cunoscută și ca Borja, Borjia, Borge, a fost o familie europeană papală, cu origini italiene și spaniole; ei au devenit cunoscuți in timpul Renașterii. Familia Borgia a fost iubitoare de artă, iar sprijinul lor a permis multor artiști ai Renașterii să își dezvolte talentul. 
Familia Borgia a fost remarcată în probleme ecleziastice și politice între anii 1400-1500. Din familia lor provin doi popi. Alfonso Borja, care a condus sub numele de Papa Callixtus al III-lea între anii 1455-1458 și Rodrigo Lanzol Borgia, cunoscut sub numele de Papa Alexandru al VI-lea între anii 1492-1503. În zilele noastre, ei sunt amintiți pentru domnia coruptă în timpul papalității lui Alexandru al VI-lea. Ei au fost acuzați de o multitudine de crime: adulter, simonie, furt, viol, mituire, incest și crimă (în special otrăvire cu arsenic). Din cauza setei pentru putere, ei și-au făcut inamici din alte familii puternice, cum ar fi familia Medici și familia Sforza, dar și călugărul Dominican Savonarola. 

## Istorie

### Istoria timpurie
Familia Borgia provine  din Valencia, Spania. Alfonso Borja, mai târziu cunoscut ca Papa Callixtus al III-lea (1378 – 1458), s-a născut în La Torreta, Valencia. Au existat numeroase afirmații nefondate, cum că familia avea origini evreiești. Aceste zvonuri au fost propagate, printre alții, și de Giuliano della Rovere, persistând în cultura populară timp de secole, fiind amintit și în anul 1912. Alfonso Borja, înainte de a fi numit cardinal, a lucrat ca profesor de drept la Universitatea Lleida, iar apoi ca diplomat al Regilor Aragon. El a fost ales Papa Callixtus al III-lea în 1455, la o vârstă înaintată; pontificatul lui a fost destul de scurt, fiind papă doar timp de 3 ani.

### Rodrigo
Rodrigo Borgia (1431 – 1503), unul dintre nepoții lui Alfonso, s-a născut în Xativa, Regatul Valencia; fiul lui  Jofré Llançol i Escrivà și Isabel de Borja y Cavanilles. A fost ales papă în anul 1492 sub numele de Papa Alexandru al VI-lea. În perioada în care a fost cardinal, acesta a avut o relație ilicită de durată cu Vanozza de Cattanei al Casei Candia, cu care a avut patru copii: Giovanni, Cesare, Lucrezia și Gioffre. De asemenea, Rodrigo a avut copii și cu alte femei, inclusiv o fiică, cu amanta lui favorită din timpul pontificatului, Giulia Farnese. 
Ca Alexadru al VI-lea, lui Rodrigo i-au fost recunoscute talentele în ceea ce privește politica și diplomația, dar în același timp a fost criticat pentru tendința sa de a cheltui în exces, vânzarea de bunuri ale Bisericii (simonie), desfrâu și nepotism. Ca 
Papă, el s-a luptat pentru a obține o putere personală și papală cât mai mare, adeseori înnobilând și îmbogățind familia Borgia în mod direct. Și-a numit fiul cel mare, Giovanni, căpitan-general al armatei papale, reprezentantul său militar primordial; în același timp stabilindu-și cel de-al doilea fiu, Cesare, ca o putere în interiorul Bisericii, numindu-l cardinal la vârsta de 18 ani și plasându-l astfel în rândul posibililor conducători ai Bisericii. 
Alexandru a folosit căsătoriile copiilor lui pentru a construi alianțe cu familii importante din Italia și Spania. Familia Sforza, care a cuprins facțiunea milaneză, a fost una dintre cele mai puternice din Europa. Alexandru a căsătorit-o pe Lucrezia cu Giovanni Sforza; unind astfel cele două familii. De asemenea, el l-a căsătorit pe fiul său cel mic din relația cu Vanozza, Gioffre, cu Sancia de Aragon a Regatului Aragon. El a stabilit o a doua legătură cu familia regală spaniolă, prin căsătoria lui Giovanni în perioada conflictului dintre Franța și Spania privind Regatul Neapolelui. 

Se presupune că Papa Alexandru al VI-lea  a murit în Roma, în anul 1503, în urma îmbolnăvirii de malarie.

### Cesare
Educația lui Cesare a fost planificată cu precizie de către tatăl său. Până la vârsta de 12 ani, el a fost educat de către tutori, în Roma. El a studiat dreptul și științe umaniste la Universitatea Perugia, după care a frecventat Universitatea din Pisa pentru a studia teologia. Imediat după absolvirea universității, tatăl său l-a făcut cardinal. 

Cesare a fost suspectat de uciderea fratelui său, Giovanni, dar nu există o evidență clară care să susțină acest fapt. Cu toate acestea, moartea lui Giovanni i-a oferit cale liberă spre a deveni laic și a prelua onorurile primite de către acesta, din partea tatălui, Papa Alexandru al VI-lea. Deși Cesare a fost cardinal, el a părăsit ordinul sfânt pentru a câștiga putere și a prelua poziția pe care l-a avut Giovanni; astfel, el a devenit un condottiero. S-a căsătorit cu prințesa franceză Charlotte d’Albret.
În 1503, după moartea lui Alexandru, Cesare a contribuit la alegerea unui nou Papă. El avea nevoie de un candidat care nu ar fi fost un pericol pentru planurile sale de a-și crea propriul principat în centrul Italiei. Candidatul lui Cesare chiar a devenit Papă, dar acesta a murit după doar o lună de la alegerea sa. Acum, Cesare a fost nevoit să îl susțină pe Giuliano della Rovere. Cardinalul i-a promis că acesta va putea să-și păstreze toate titlurile și onorurile. În ciuda tuturor promisiunilor, della Rovere l-a trădat și a devenit cel mai înverșunat inamic al său.
Cesare a murit în anul 1507, la castelul Viana din Navarre, Spania în timpul asediului armatei rebele al Contelui de Lerin. În perioada respectivă, castelul îi aparținea lui Louis de Beaumont, iar asediul era alcătuit din Cesare Borgia și o armată de 10000 de oameni ai Regelui Ioan. Pentru a trece peste fortificațiile naturale extrem de puternice ale castelului, Cesare a contat pe un atac surpriză. Cu toate acestea, el nu doar a eșuat  în cucerirea castelului, dar a fost și ucis în timpul bătăliei.

### Lucreția
Lucreția Borgia avea 13 ani când tatăl ei a căsătorit-o cu Giovanni Sforza în 1493. A fost o căsătorie politică obișnuită; totuși, când Papa Alexandru al VI-lea nu mai avea nevoie de familia Sforza, relația a fost anulată în 1497. În timp ce termenii divorțului erau negociați, Lucreția se odihnea într-o mănăstire. Ea a fost complet izolată de lume, iar singurul contact pe care îl avea cu membrii familiei era prin Perotto, un tânăr șambelan. O jumătate de an mai târziu, ea a participat la o ceremonie în care judecătorii au afirmat faptul că ea era virgină. Din această cauză divorțul a fost permis, având în vedere că mariajul nu a fost consumat. Pe de altă parte, în timpul examinării Lucreziei, aceasta era gravidă cu copilul lui Perotto. Copilul s-a născut în secret și i s-a dat numele de Giovanni. El a fost trecut de la un protector la altul, pentru ca în final să locuiască cu Lucreția ca fratele ei vitreg.
A doua căsătorie a Lucreției cu tânărul și bogatul Prinț Alfonso al Aragonului, a permis familiei Borgia formarea unei alianțe cu o altă familie puternică. Totuși, nici această relație nu a fost de durată. Cesare a dorit întărirea relațiilor cu Franța și ruperea totală a acestora cu Regatul Neapole. Având în vedere că tatăl lui Alfonso a fost conducătorul Regatului Neapole, tânărul soț era în mare pericol. Cu toate că prima tentativă nu a avut succes, până la urmă Alfonso a fost strangulat în propriile camere.
Al treilea și ultimul soț al Lucreției a fost Alfonso d'Este. Deși se părea că exista o legătură emoțională între cei doi, iar Lucreția era o nevastă iubitoare, ea a avut câteva aventuri. Până la urmă toate au luat sfârșit. 
Lucreția a dat naștere la mulți copii; mulți dintre ei murind la scurt timp după naștere. Când a murit, în 1519, a fost înmormântată în același mormânt cu soțul ei și unul dintre copiii decedați prematur, Isabella Maria. Lucreția Borgia a murit cu zece zile după decesul Isabellei Maria, din cauza unor complicații în timpul nașterii.

## Legături externe

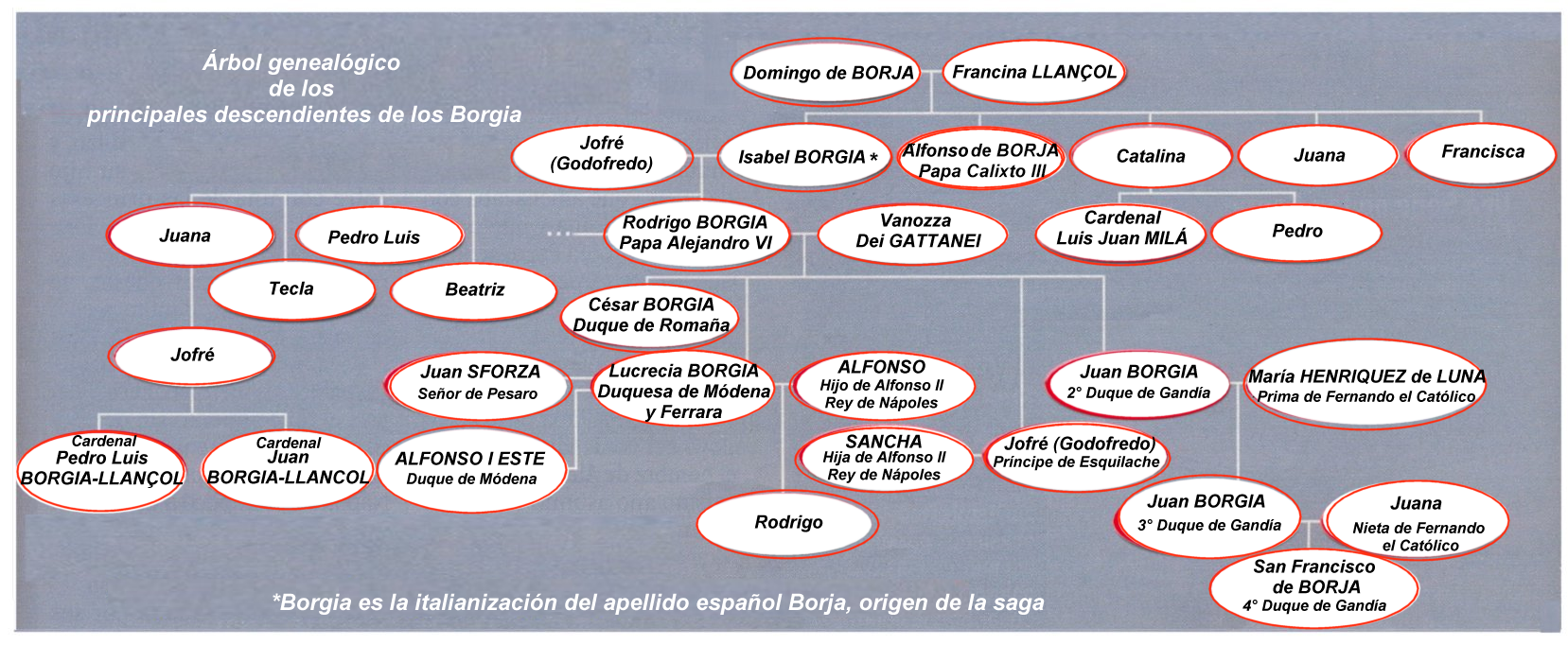
Arborele genealogic al familiei Borgia

## Portrete
| Nume                          | Portret | Descriere |
| ----------------------------- | ------- | --- |
| Alfonso de Borja y Cavanilles |         | Papa Calixtus al III-lea, unchiul lui Rodrigo Borgia.                                                                      |
| Rodrigo Borgia                |         | Alexandru al VI-lea, tatăl Lucreției, al lui Cesare, al lui Giovanni și al lui Gioffre. Urmatorul Papa dupa Papa Calixtus. |
| Giovanni Borgia               |         | Fiul cel mare al lui Rodrigo, ucis brutal de un asasin necunoscut.                                                         |
| Cesare Borgia                 |         | Fiu al lui Rodrigo. Urmașul lui Giovanni.                                                                                  |
| Lucreția Borgia               |         | Fiica lui Rodrigo. Căsătorită de trei ori pentru interesele politice ale familiei.                                         |
| Francisco Borgia              |         | Sf. Francisc, a fost strănepotul Papei Alexandru al VI-lea.                                                                |
| Papa Inocențiu al X-lea       |         | Stră-stră-stră-nepotul Papei Alexandru al VI-lea.                                                                          |
| Gaspar de Borja y Velasco     |         | Rudă a papilor Calixt al III-lea și Alexandru al VI-lea.                                                                   |